# جینسنگ کوتوله
جینسنگ کوتوله یا آدم‌گیاه کوتوله (به انگلیسی: Panax trifolius) گیاه بومی مناطق شمال شرقی و کوه‌های آپالاشی آمریکای شمالی است. آدم‌گیاه کوتوله در جنگل‌های با رطوبت معدتل با خاک‌های اسیدی یافت می‌شود. این گیاه در اواخر بهار چتری از گل‌های سفید تولید می‌کند. این گونه در طب سنتی بومیان آمریکا استفاده می‌شد. تکمه‌های آن را می‌توان به صورت خام یا آب‌پز مصرف کرد.